# Larisa Leisiö

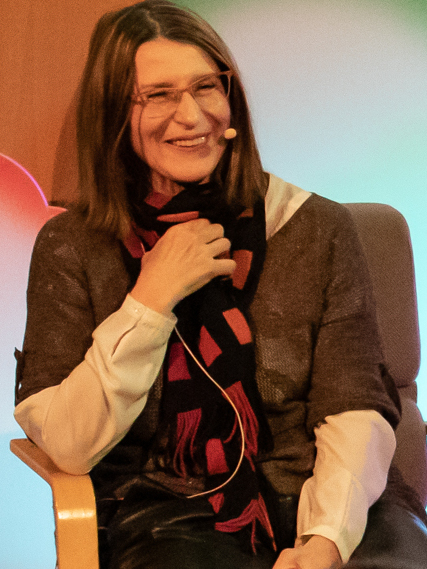
Larisa Leisiö während der „Finnland spricht“-Tournee am 24. November 2022 im Carelicum in Joensuu

Larisa Gennadievna Leisiö (russisch Лариса Геннадиевна Лейсио; geb. Afonina/Афонина; * 1962 in Sagorsk, UdSSR) ist eine Linguistin und Hochschullehrerin an der Universität Ostfinnland.

## Leben und Wirken
Larisa Leisiö stammt aus der Großstadt Sergijew Possad (damals Sagorsk) bei Moskau. Sie studierte Finnisch („Finnische Sprache und Kultur“) an der Staatlichen Universität Leningrad (heute Sankt Petersburg) bis 1985. Anschließend absolvierte sie ein Postgraduiertenstudium in Slawistik („Slawistische Philologie“) an der Universität Tampere, wo sie ihr Lizentiat 1994 und den Doktortitel 2001 erwarb. Ihre von Marja Leinonen betreute Dissertation behandelt strukturelle Merkmale in der russischen Sprache von Russen in Finnland.
Nach ihrer Promotion blieb Leisiö vorerst an der Universität Tampere tätig, u. a. als Postdoktorandin (2003–2006) und als Akademieforscherin (2008–2013). Neben Linguistik des Russischen und finnisch-russischen Sprachkontakten ist Leisiö als Spezialistin für samojedische Sprachen, besonders Nganasanisch, bekannt. Seit 2006 ist sie Privatdozentin (finnisch dosentti) für „Uralische Sprachen und Sprachkontakte“ an der Universität Tampere und seit 2008 für „Russische Sprache“ an der Universität Helsinki. Sie war Vertretungsprofessorin für Russische Sprache (finnisch Venäjän kielen professori) der Universität Ostfinnland seit 2016 und wurde 2018 als Professorin auf diesen Lehrstuhl berufen.
Leisiö ist mit dem Musikethnologen und Emeritusprofessor der Universität Tampere Timo Leisiö verheiratet und lebt in Joensuu.

## Veröffentlichungen (Auswahl)
- Werner Abraham, Larisa Leisiö (Hrsg.): Passivization and typology. Form and function. Benjamins, Amsterdam & Philadelphia 2006, ISBN 978-90-272-9325-1 (englisch).
- Eugen Helimski: Samojedit ja šamanismi. Viisi luentoa samojedeista, šamanismista ja uralilaisesta kulttuurista. Hrsg.: Larisa Leisiö, Timo Leisiö. Tampereen yliopisto, 1998, ISBN 951-44-4299-7 (finnisch).
- Kaisla Kaheinen, Larisa Leisiö, Riku Erkkilä, Toivo E. H. Qiu (Hrsg.): Hämeenmaalta Jamalille. Kirja Tapani Salmiselle 07.04.2022. 2022, ISBN 978-951-51-8085-8 (finnisch, helsinki.fi).